# درو ستابس
درو ستابس بالإنجليزية: Drew Stubbs)‏ هو لاعب كرة قاعدة أمريكي، ولد في 4 أكتوبر 1984 في تيكساركانا في الولايات المتحدة.

## وصلات خارجية
- درو ستابس على موقع دوري كرة القاعدة الرئيسي (الإنجليزية)
- درو ستابس على موقعبيزبول رفرنس.كوم (الدوري الرئيسي) (الإنجليزية)
- درو ستابس على موقعبيزبول رفرنس.كوم (الدوري الثانوي) (الإنجليزية)
- درو ستابس على موقع إي إس بي إن.كوم (أم.أل.بي) (الإنجليزية)
- درو ستابس على موقع مشجعي الرسوم البيانية (الإنجليزية)